# Cliasamol
Cliasamol, schottisch-gälisch Cliasmol, ist ein Weiler auf der schottischen Hebrideninsel Lewis and Harris.

## Lage
Der Weiler liegt auf Harris, dem Südteil der Doppelinsel, in der Region North Harris. Abseits der Westküste von Lewis and Harris liegt Cliasamol an der B887 gegenüber der Insel Taransay. Die nächstgelegenen Siedlungen ist der 2,5 Kilometer südöstlich gelegene Weiler Meavaig. Tarbert, der Hauptort von Harris, befindet sich etwa zehn Kilometer südöstlich. Östlich erhebt sich der 512 Meter hohe Cleiseval. Nordwestlich befindet sich das von den Earls of Dunmore errichtete Herrenhaus Amhuinnsuidhe Castle an der Küste.

## Geschichte
Cliasamol war eine Croftersiedlung. Hiervon zeugen auch die als Trockenmauerwerk aufgeschichteten Feldmauern und Drainagegräben. Auf der ersten, 1881 aufgenommenen, Karte der Ordnance Survey sind in Cliasamol sechs unbedachte Gebäude verzeichnet. 1973 waren es sieben bedachte und neun unbedachte. Ein kurzes Stück südöstlich befindet sich die Wüstung Brandarsaig, die vermutlich vor 1881 aufgegeben worden war.